# Герион
Герион (на старогръцки: Γηρυών, понякога Герионей) в древногръцката митология е чудовищен великан, син на Хризаор (могъщият воин, излязъл, заедно с летящия кон Пегас, от тялото на горгоната Медуза след обезглавяването ѝ от Персей) и на океанидата Калироя.
Герион живее на остров Еритея (един от островите, съставящи землището на град Гадес), отвъд Херкулесовите стълбове.  

## Описания на Герион
Възхваляван е от Пиндар.
Според описанието на Есхил, тялото му се състои 3 човешки тела, той държи 3 копия в 3 десни ръце и 3 щита в 3 леви ръце, на главите си имал 3 шлема.
Действащо лице от трагедията на Никомах „Герион“ и от комедията на Ефип „Герион“.
На Герион е посветена поемата на Стезихор „Герионеида“. Според него той има 6 ръце, 6 крака и крила.
Според Палефат представите за него като за триглав отразяват всъщност името на родното му място, а според Юстин, това са трима воини.
Данте в „Божествена комедия“ описва Герион като крилато чудовище с опашка на скорпион и лице на честен човек. Според него живее (или по-скоро – духът му се е настанил) на скалите между 7-мия и 8-мия кръг на Ада (олицетворяващи съответно насилието и измамата).
Бокачо в своята „Генеалогия на боговете“ (Genealogia deorum gentilium libri, I, 21) разказва, че „царуващият на Балеарските острови Герион с кротко лице и ласкави думи успокоявал всички гости, а след това убивал доверилите му се.“ (Балеарите са в Средиземно море - изглежда Герион е имал значително влияние и там и е възможно на тези острови да се е намирала съкровищницата му или главния му източник на богатства).

## Герион и Херкулес
Герион е свързан с 10-ия подвиг на Херкулес (той поначало би трябвало да му бъде последният от уговорените за срока на робството му у Евристей, но все пак към тези 10 по-късно са прибавени и още 2, вместо онези, които царят не му зачита за задоволително изпълнени – почистването на Авгиевите обори и убийството на Лернейската хидра). Задачата, която му е поставена, е да докара в Микена кравите на Герион (много ценен добитък, поради особения си червен цвят на козината). Освен самото им отнемане, трудно е и двукратното пътуване.
За да достигне земите на Герион (границата между владенията на финикийците и на тартесийците) Херкулес преминава през Северна Африка и край изхода от Средиземно море в Атлантическия океан, според легендата за тях, поставя знаци, известни като Херкулесовите стълбове, за да покаже къде свършва познатият – на древните гърци – свят (ойкумене). След това продължава пътуването си в океанските води в северна посока, благодарение на помощта оказана му от Хелиос, бога на Слънцето, който всъщност още докато пъпли отчаян из Либийската пустиня му услужва със своята колесница или със своята плаваща гигантска чаша за да премине през морските води, в района на Атласките планини.
Вече на остров Еритея, героят се сблъсква с пазачите на стадото – великана Евритион (син на хесперидата Еритея) и двуглавото му куче Орфо (брат-близнак на Цербер); ликвидира ги бързо, с по един удар на боздугана си, първо убивайки кучето, а след това – и пастира. Като вижда гибелта на верните си помощници, в защита на кравите си се впуска и самият Герион и отначало отблъсква и подгонва Херкулес, но след известно преследване, поощрен от богинята Атина, героят изстрелва срещу него една от отровните си стрели и го убива, а на мястото където попада кръвта му, изниква драконово дърво (или ягодово дърво). Също така, с култа към неговата памет са свързани и иглолистните дървета. Известен е оракул на Герион в Падуа.
В град Агирия Херкулес прави светилище на Герион. За място на погребението на главата на Герион се смята, т.нар. Кула на Херкулес в град Ла Коруня, Испания.
След много перипетии, причинени от интригите на богинята Хера, героят все пак успява да прекара през моретата скъпоценните крави (или поне една част от тях), след което господарят му ги принася в жертва на същата богиня.